# Juan Enríquez
Juan Enríquez, O.F.M. (m. 1418) fue un religioso castellano franciscano perteneciente a la familia Enríquez. Fue hijo de Alfonso Enríquez, almirante de Castilla, y de Juana de Mendoza.
Además de ser miembro de la Orden de los franciscanos, fue obispo de Lugo (1409-1418), ministro provincial franciscano de la provincia de Castilla (1406-1409), confesor del rey Enrique III de Castilla, maestro o posiblemente doctor en Teología, custodio de la Custodia de Toledo, visitador del convento de Santa Clara la Real de Toledo y del de Santa Clara de Guadalajara, y según algunos antiguos cronistas guardián del convento de San Francisco de Valladolid, aunque los historiadores modernos no han confirmado esto último.
Fue bisnieto del rey Alfonso XI de Castilla.

## Orígenes familiares
La mayoría de los historiadores modernos afirman que fray Juan Enríquez fue hijo del almirante Alonso Enríquez, y de Juana de Mendoza, aunque algunos no lo mencionan entre los hijos de estos últimos, y otros se limitan a afirmar que pertenecía a la familia de los almirantes de Castilla, cargo que en aquella época era detentado por la familia Enríquez. Además, era nieto por parte paterna de Fadrique Alfonso de Castilla, que fue hijo ilegítimo de Alfonso XI y de Leonor de Guzmán y maestre de la Orden de Santiago, aunque se desconoce la identidad de su abuela paterna. Y por parte materna era nieto de Pedro González de Mendoza, señor de Hita y Buitrago y mayordomo mayor del rey Juan I de Castilla, y de Aldonza de Ayala.
Fue hermano, entre otros, de Fadrique Enríquez, almirante de Castilla, de Enrique Enríquez de Mendoza, conde de Alba de Liste, y también hermanastro de Juan Enríquez, que era hijo ilegítimo de su padre y tomó parte en algunas operaciones navales contra los musulmanes, y hermano o hermanastro de Rodrigo Enríquez, que llegó a ser arcediano de Toro y de la catedral de Palencia. Y también conviene señalar además que fray Juan Enríquez estaba emparentado con Pedro Enríquez, que fue obispo de Mondoñedo, con García Enríquez Osorio, que fue obispo de Oviedo y arzobispo de Sevilla, y con Alonso Enríquez de Mendoza, que fue obispo de Coria.

## Biografía

### Confesor de Enrique III de Castilla y ministro provincial de los franciscanos de Castilla (1395-1409)

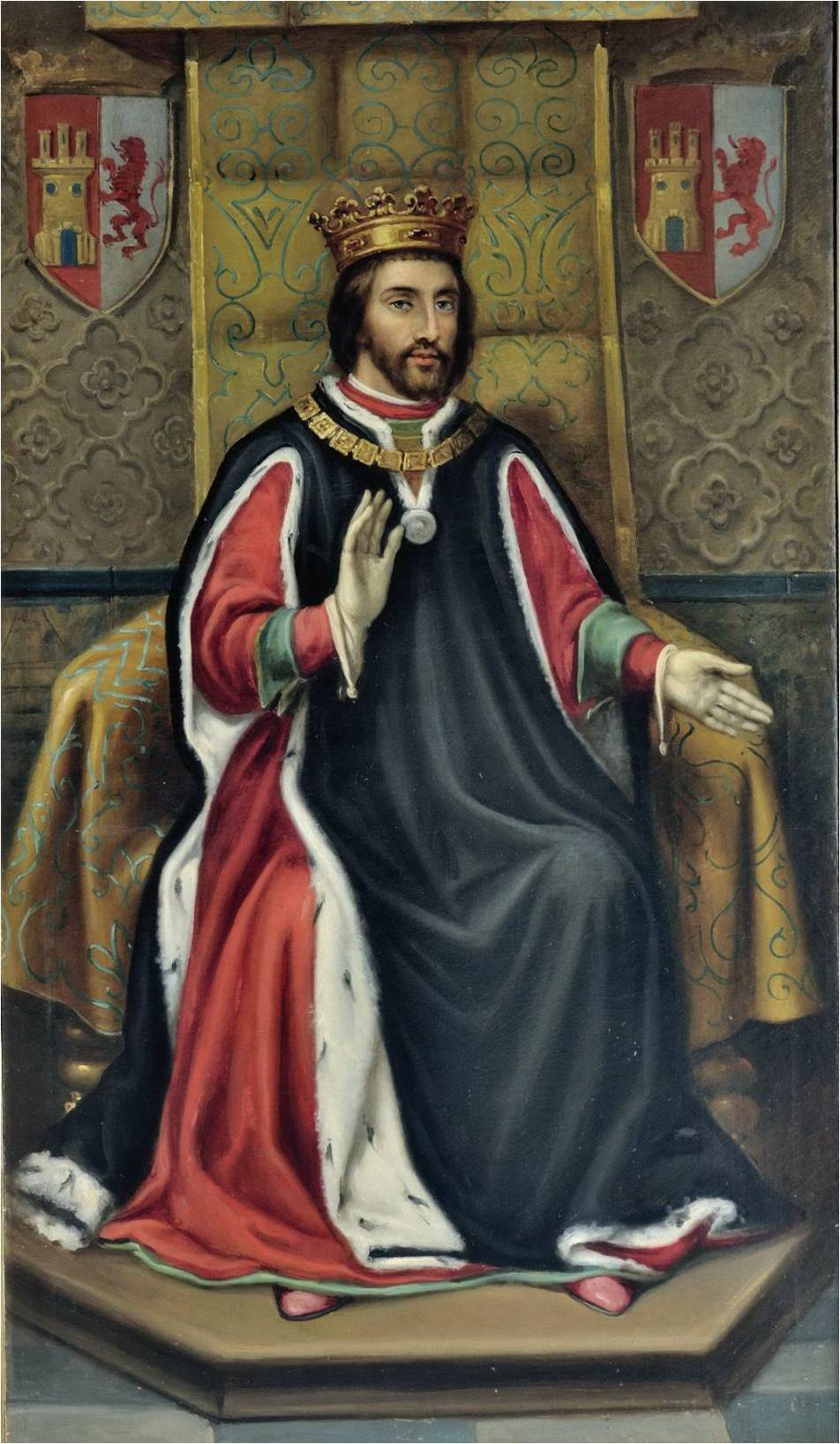
Retrato imaginario del rey Enrique III de Castilla. José María Rodríguez de Losada. (Ayuntamiento de León).

Se desconoce su fecha de nacimiento. Su padre, el almirante Alonso Enríquez, fue miembro del Consejo Real, adelantado mayor del reino de León desde 1402, y almirante de Castilla desde 1405, y a lo largo de su vida acumuló, entre otros, los señoríos de Medina de Rioseco, Aguilar de Campos, Torrelobatón, Bolaños de Campos, Villabrágima y Palenzuela, y la familia Enríquez, que estaba emparentada directamente con la realeza castellana, tenía la mayor parte de su patrimonio en tierras de Valladolid.
Hay constancia de que en 1395, durante el reinado de Enrique III de Castilla, fray Juan Enríquez ya era custodio de la Custodia de Toledo y visitador del convento de Santa Clara la Real de Toledo y del de Santa Clara de Guadalajara, y ese mismo año fray Juan y las hermanas Inés e Isabel Enríquez, que eran hijas ilegítimas de Enrique II de Castilla y abadesas del convento de Santa Clara la Real de Toledo, solicitaron al Tribunal del Subsidio que dicho convento quedara exento de abonar el tributo del subsidio, y el tribunal, basándose en una bula que el papa Clemente VII había concedido al mencionado convento en 1394, falló a favor del convento y les eximió del pago de dicho impuesto. Y algunos autores señalan que también en 1395 fray Juan Enríquez ya era confesor del rey Enrique III de Castilla, aunque yerran al afirmar que era miembro de la Orden de los dominicos, ya que hay constancia de que fray Juan, cuya familia sentía un gran aprecio por los franciscanos, profesó como religioso en esta última Orden, aunque se desconoce la fecha exacta en que lo hizo.
Los historiadores fray Antonio Daza y fray Matías de Sobremonte afirmaron que fray Juan Enríquez fue a principios del siglo XV guardián del convento de San Francisco de Valladolid, al igual que fray Alonso de Argüello, que llegaría a ser ministro provincial franciscano de la provincia de Castilla y arzobispo de Zaragoza, pero Francisco Javier Rojo Alique señaló que los historiadores modernos no han confirmado la afirmación de que ambos personajes fueran guardianes de ese convento vallisoletano. No obstante, conviene señalar que según algunos autores el cargo de guardián del convento de San Francisco de Valladolid llevaba aparejado un cierto «reconocimiento y prestigio social», y según el padre fray Matías de Sobremonte ya desde la Edad Media era un cargo muy estimado que aseguraba a su poseedor el ascenso a otras dignidades más elevadas dentro de la Orden de los franciscanos y del resto de la Iglesia en general.

Durante los reinados de Enrique III y de Juan II de Castilla el monarca contaba con ocho confesores, y su cometido no se limitaba a asesorar al rey en asuntos espirituales, sino también en temas políticos, ya que en aquella época, como señaló el historiador Guillermo Fernando Arquero Caballero, la separación entre ambos «estaba mucho menos» definida que en épocas posteriores. Y a pesar de que la mayoría de los confesores reales pertenecían a la Orden de los dominicos, hubo también monjes jerónimos y frailes franciscanos que ocuparon ese cargo, y hay constancia de que junto con fray Juan Enríquez también fue confesor del rey Enrique III fray Alfonso de Cusanza, que era dominico.

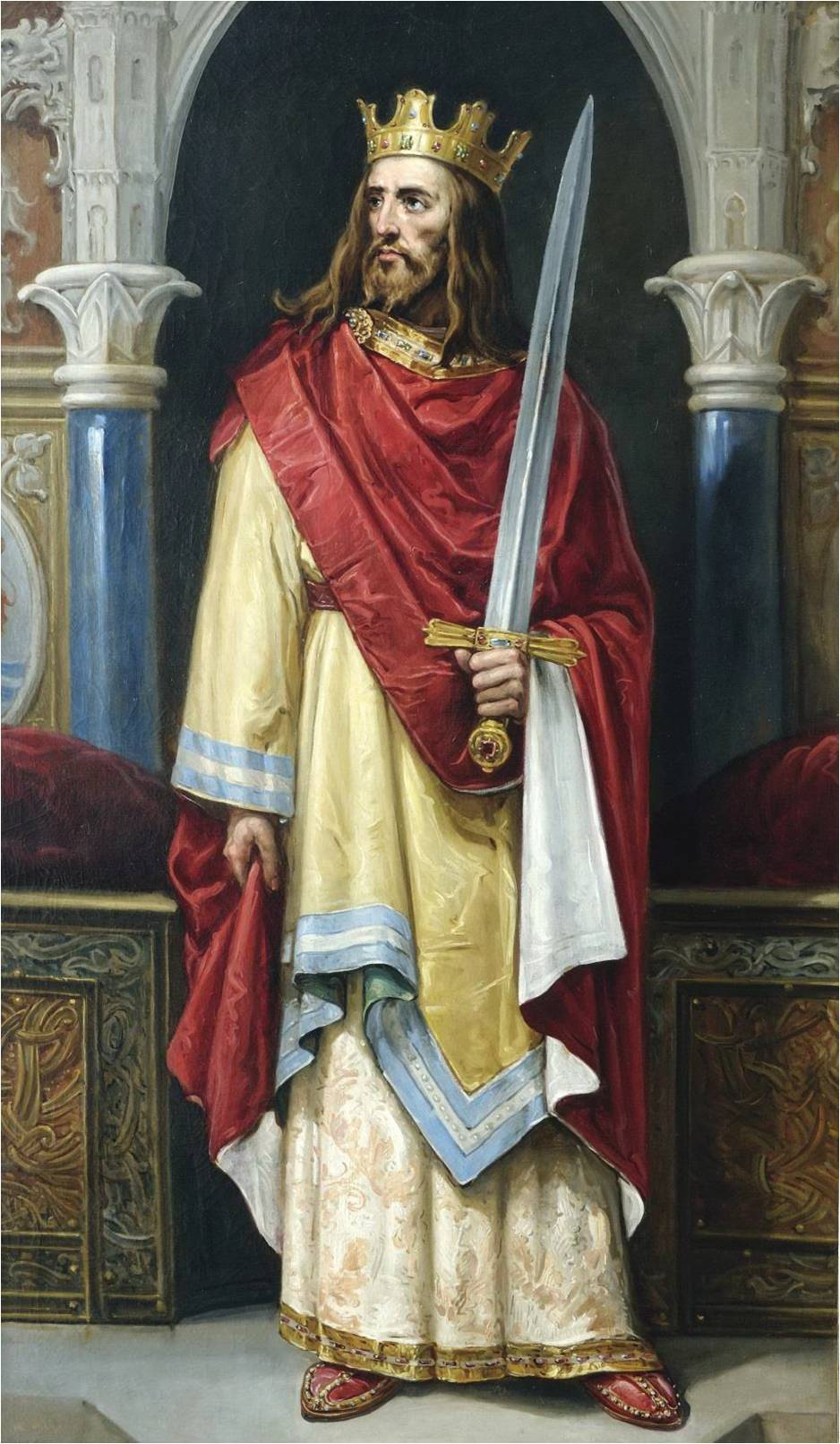
Retrato imaginario del rey Juan II de Castilla. José María Rodríguez de Losada. (Ayuntamiento de León).

Además, fray Juan Enríquez tuvo según algunos historiadores «un especial protagonismo» en la reforma de la Orden franciscana que estaba siendo plenamente apoyada por la Corona castellana, y siembre mantuvo una estrecha relación con el rey Enrique III de Castilla, ya que además de ser su confesor y miembro de su Consejo Real, fue uno de los testigos que estuvieron presentes, junto con fray Fernando de Illescas, que también era franciscano y confesor del rey, y Pablo de Santa María, obispo de Cartagena y canciller mayor de Castilla, cuando el monarca castellano dictó su testamento el 24 de diciembre de 1406, un día antes de su muerte, en la ciudad de Toledo.
A la muerte de Enrique III subió al trono su hijo, Juan II de Castilla, pero debido a su corta edad la regencia del reino quedó en manos de su madre, la reina Catalina de Lancaster, y de su tío, el infante Fernando, que era hijo de Juan I de Castilla y de la reina Leonor de Aragón. Pero hay constancia de que tanto fray Juan Enríquez como fray Fernando de Illescas se negaron a llevar a cabo algunas de las últimas voluntades consignadas en el testamento de Enrique III, alegando que no debían hacerlo por atentar contra la regla de los franciscanos. Y hay constancia de que ambos personajes estuvieron presentes, junto con los obispos de Sigüenza, Segovia, Orense, Cuenca, León, Cartagena, Jaén, Palencia y Salamanca en las Cortes de Segovia de 1407, que se reunieron un año después de la muerte de Enrique III.
Entre 1406 y 1409 fray Juan fue además ministro provincial de los franciscanos de la provincia de Castilla, y se vio obligado a compaginar el cargo de confesor del rey con el mencionado anteriormente, aunque debió ser durante poco tiempo, ya que el historiador José Manuel Nieto Soria afirmó que cuando en 1406 fray Juan asumió el cargo de ministro provincial franciscano de Castilla fray Alfonso de Alcocer, que también era franciscano, le sustituyó como confesor real. Y cuando ese mismo año fray Juan tuvo necesidad de desplazarse a la Corte papal, tuvo que solicitar al pontífice que otro fraile le sustituyera en su cargo de ministro provincial franciscano de Castilla y en el de visitador de las clarisas de Toledo, y el papa Benedicto XIII, mediante una bula emitida el 1 de septiembre de 1406, permitió que otro religioso le sustituyera en esos cargos a fin de que fray Juan pudiera viajar a la Curia papal para resolver el problema que el monarca castellano tenía con esta última por causa del Cisma de Occidente, aunque hay constancia de que fray Juan continuó siendo el titular de ambos cargos.
Y también hay constancia de que durante el tiempo en que fue ministro provincial franciscano de la provincia de Castilla fray Juan Enríquez potenció la fundación, sobre todo por parte de la aristocracia, de nuevos conventos de franciscanos y clarisas.

### Obispo de Lugo (1409-1418)

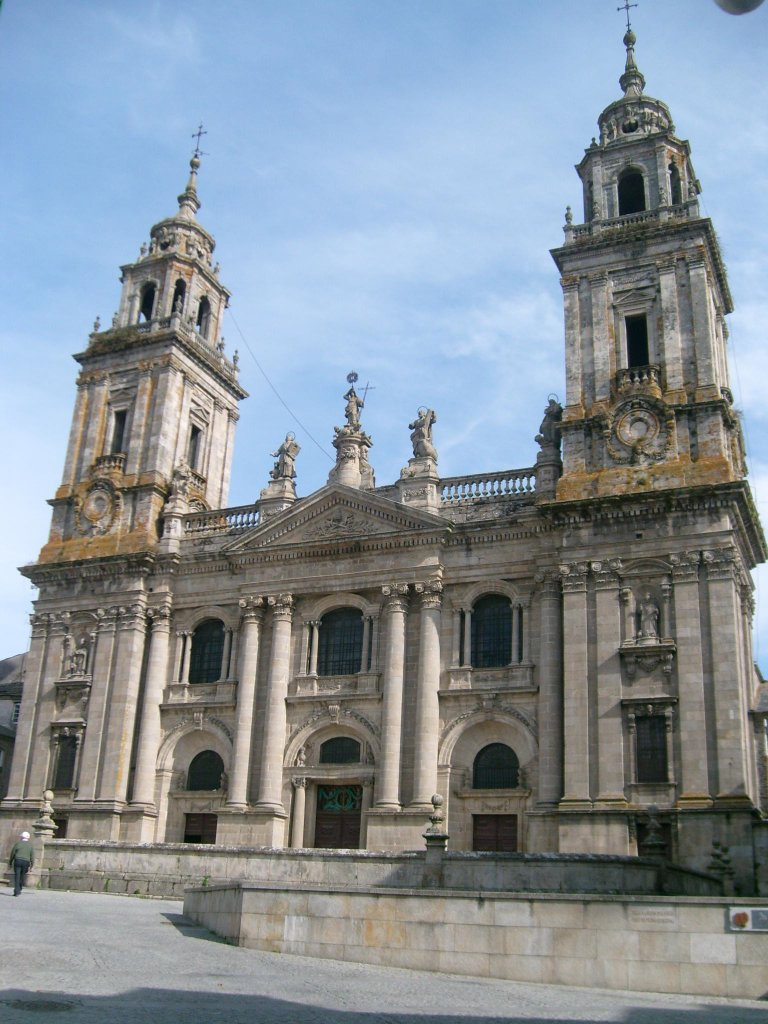
Fachada principal de la catedral de Lugo.

El 3 de julio de 1409 fray Juan Enríquez fue nombrado obispo de Lugo por el papa Benedicto XIII por causa de la defunción del anterior titular, fray Juan de Feijoo, que había sido fraile dominico, y el nuevo obispo lucense ocupó la sede hasta el momento de su defunción, en noviembre de 1418. Y el historiador Óscar Villarroel González afirmó que en el nombramiento de fray Juan Enríquez como obispo de Lugo debió ser decisivo el apoyo de la Corona castellana, ya que el nuevo prelado había sido confesor del rey Enrique III y miembro del Consejo Real y había sido uno de los más estrechos colaboradores del difunto monarca en lo tocante a la reforma de los franciscanos, aunque también debió influir en su designación el hecho de que en su testamento, Enrique III hubiera solicitado que se rogase al papa que a fray Juan Enríquez se le encomendara el gobierno de alguna diócesis.
En el reino de Castilla, como señaló la historiadora Marta Cendón, era usual que de las grandes familias del reino surgiesen uno o varios prelados, como en el caso de los Enríquez, o en los de las familias Velasco, Fernández de Córdoba, Guzmán, Pimentel, Acuña, Manrique, Álvarez de Toledo, Sotomayor, Mendoza, Stúñiga, Osorio o Silva. Además, entre 1409 y 1410 fray Juan formó parte esporádicamente del Consejo Real, ya que en julio de 1409 formaba parte del de la reina Catalina de Lancaster y suscribió junto a esta última y otros miembros del mismo un documento. Sin embargo, algunos historiadores afirman que durante la minoría de edad de Juan II el obispo de Lugo siempre fue partidario del infante Fernando, que llegaría a ser rey de Aragón en 1412 tras el Compromiso de Caspe.

Al contrario que la mayoría de los obispos castellanos, fray Juan Enríquez era partidario, al igual que los franciscanos, de enviar una delegación al Concilio de Constanza para que en él se pudiera poner fin al Cisma de Occidente, y en 1416 fue uno de los partidarios de abandonar el bando del papa Benedicto XIII, como ya había solicitado el rey Fernando I de Aragón. Y el 8 de junio de 1417 fue nombrado mediante una bula papal «conservador de los derechos y privilegios» de las monjas de Santa Clara la Real de Toledo, aunque esa responsabilidad recaería también en el deán de la catedral de Toledo y en Rodrigo Fernández de Narváez, obispo de Jaén.

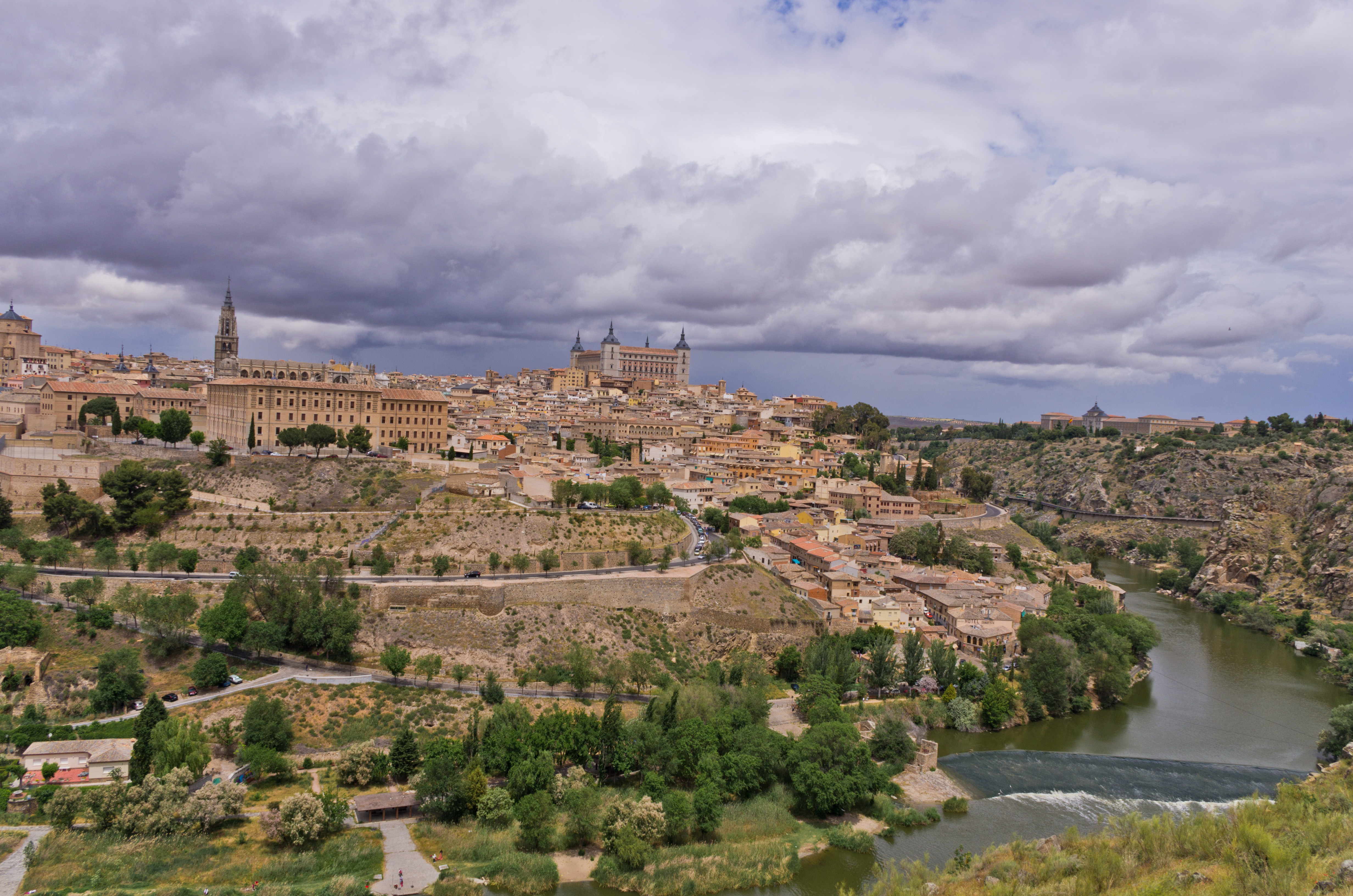
Vista general de la ciudad de Toledo.

Y en su testamento, que no ha llegado hasta nuestros días, fray Juan Enríquez cedió buena parte de sus bienes, aunque otros afirman que le legó todos sus bienes muebles y raíces, al convento de Santa Clara la Real de Toledo, que estaba muy vinculado a la familia real castellana debido a que dos hijas ilegítimas de Enrique II habían profesado en él como religiosas aportándole una generosa dote. Y para que el convento pudiera utilizar esos bienes y disponer de ellos «canónicamente», la abadesa Inés Enríquez, hija ilegítima de Enrique II, solicitó al papa que emitiera una bula con ese propósito, ya que el sucesor de fray Juan Enríquez al frente de la diócesis de Lugo, Fernando de Palacios, había reclamado esos bienes y pronunciado una sentencia de excomunión contra todos los beneficiarios de los mismos, aunque el papa Martín V le encargó al tesorero mayor de la Iglesia de Toledo que le informase sobre el asunto y resolvió el pleito a favor del convento toledano mediante una bula otorgada en Mantua el día 18 de siciembre de 1418.
Fray Juan Enríquez falleció en 1418, y la mayoría de los historiadores señalan que fue obispo de Lugo hasta el año 1417, es decir, hasta un año antes de fallecer, aunque otros afirman que lo fue hasta 1418. Y basándose en ciertas pruebas documentales, algunos autores afirman que su muerte ocurrió antes del día 28 de noviembre de ese año en el convento de Santa Clara la Real de Toledo, ya que en la bula por la que el papa Martín V aprobaba la entrega de los bienes que el difunto obispo de Lugo había otorgado a las clarisas de Toledo se afirmaba, literalmente, que el prelado «in earum monasterio defunctus». Y conviene señalar que en el coro de este convento, donde probablemente sería sepultado fray Juan Enríquez, también estaba enterrados bajo cuatro losas de pizarra negra las hermanas Inés e Isabel Enríquez, que fueron hijas ilegítimas de Enrique II y abadesas de ese convento, Fadrique Enríquez de Castilla, que fue duque de Arjona y bisnieto de Alfonso XI de Castilla, y la abadesa Juana Enríquez, que según demostró la historiadora Margarita Cuartas Rivero, era hija ilegítima del conde Alfonso Enríquez y de Inés de Soto y nieta del rey Enrique II de Castilla, aunque otros historiadores, basándose en lo afirmado por Balbina Martínez Caviró, señalaron erróneamente que era hija del almirante Alonso Enríquez y de Juana de Mendoza y hermanastra por tanto de fray Juan Enríquez, aunque las conclusiones de Martínez Caviró en lo concerniente a esa abadesa fueron refutadas por Cuartas Rivero y por González Calle..

## Sepultura

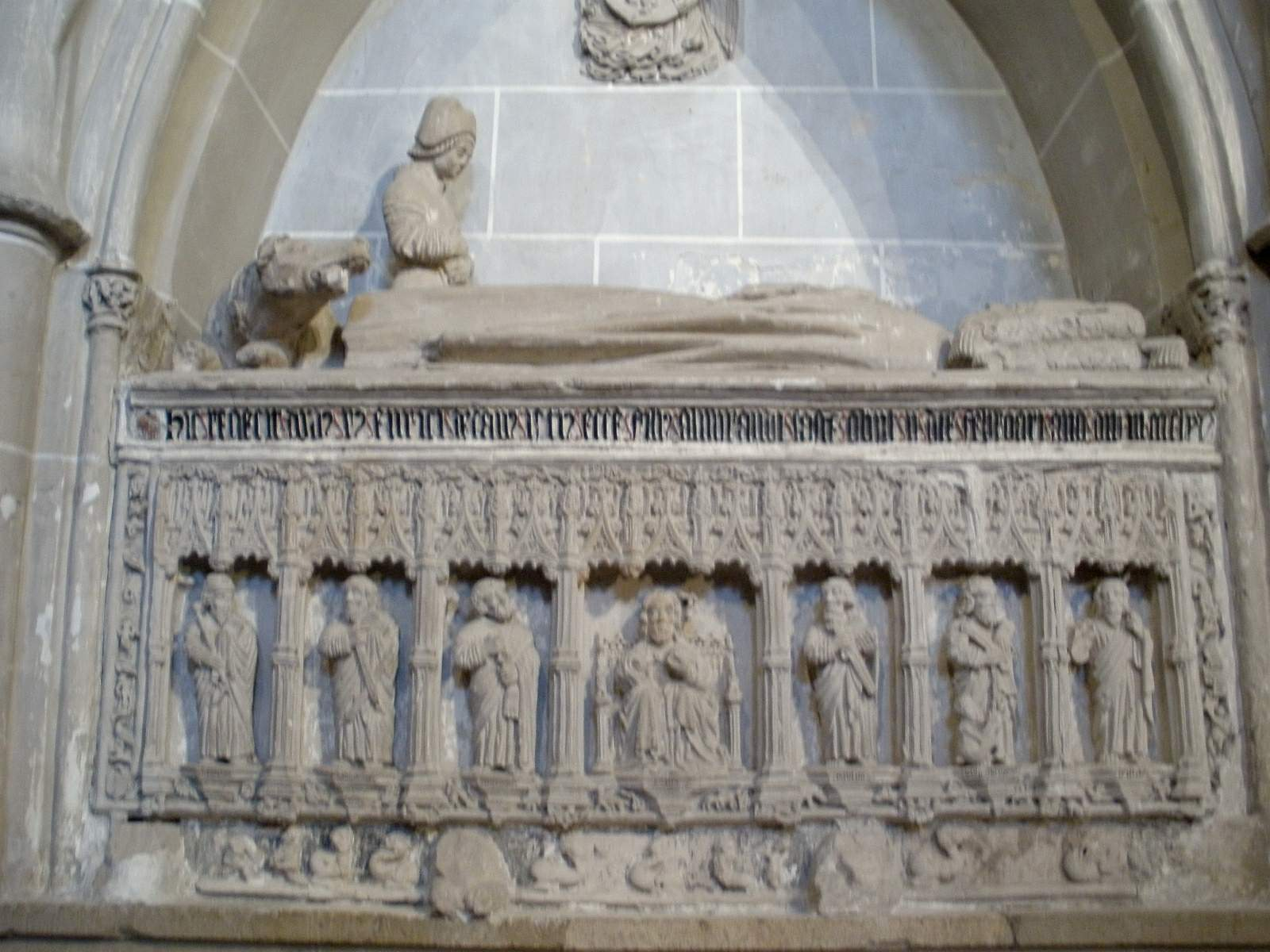
Sepulcro del arcediano Rodrigo Enríquez, hermano o hermanastro de fray Juan Enríquez, en la catedral de Palencia.

En un sepulcro de alabastro exento y colocado actualmente en el centro del coro del convento de Santa Clara la Real de Toledo reposan, según la mayoría de los historiadores modernos, los restos del obispo fray Juan Enríquez, a pesar de que algunos autores antiguos desconocían a qué prelado correspondía este mausoleo. El sepulcro, que según algunos autores es una de las obras escultóricas más destacadas del convento de las clarisas de Toledo, era al principio exento y estaba colocado en el centro del coro, aunque fue posteriormente alojado en un arcosolio del mismo recinto hasta que a finales del siglo XX fue devuelto a su emplazamiento original. Y también consta que debió ser realizado entre 1409, año en que fray Juan Enríquez fue nombrado obispo de Lugo, y 1418, en que falleció, y todos coinciden al señalar que debió ser ejecutado en el taller del escultor Ferrand González, que también labró el sepulcro del arzobispo Pedro Tenorio, que se encuentra en la capilla de San Blas de la catedral de Toledo.

Sobre la tapa del sepulcro está colocada la estatua yacente que representa al difunto, cuya cabeza, cubierta con una mitra que revela su condición episcopal, descansa sobre tres almohadas adornadas con motivos geométricos y vegetales. El difunto aparece portando un báculo y revestido con alba, dalmática, sobrepelliz y casulla, que están esculpidas con tal minuciosidad que según algunos autores se aproximan a «calidades pictóricas patentes», y el yacente lleva a modo de cíngulo un cordón franciscano que, además de estar colocado sobre el resto de las demás prendas litúrgicas, contrasta profundamente con ellas debido a que no era costumbre entre los obispos que sus estatuas yacentes les representasen con el hábito de su orden, y en el caso de este prelado su pertenencia a la de los franciscanos únicamente es mostrada a través del cordón de esa orden, que también contribuyó a que este sepulcro fuera atribuido a fray Juan Enríquez.

Escudo de armas del infante Enrique de Castilla el Senador, hijo de Fernando III, que es idéntico al del obispo fray Juan Enríquez.

Las manos del prelado están cruzadas sobre su vientre, estando colocada la mano derecha sobre la izquierda, bajo la cual reposa un báculo. Y a los pies del obispo aparece un perro, como símbolo de fidelidad, que tiene la cabeza girada hacia el difunto y el cuello sujeto con una cadena. Además, en el dedo anular de su mano derecha el yacente lleva un Anillo pastoral, que era uno de los atributos más destacados cuando un obispo quedaba consagrado como tal, aunque también era un símbolo de su autoridad, y en su mano izquierda lleva un manípulo que termina en un fleco dorado.
En la peana del sepulcro están colocados ocho leones y los escudos de armas del obispo, que consistían en un «cuartelado con cruces de brazos iguales en negro sobre blanco y castillos en rojo sobre oro», que también está colocado en los laterales del sepulcro correspondientes a los lados de la cabeza y de los pies. Y según algunos autores, esos escudos son idénticos a otros que están colocados en el claustro de los Laureles del convento de Santa Clara la Real de Toledo.
No obstante, en el escudo colocado en el lateral correspondiente a la cabeza del prelado el orden de los cuarteles está alterado, y algunos autores afirman que este escudo no está relacionado con los de la familia Enríquez, sino con los de la familia Suárez de Toledo y los de «otros linajes toledanos», pero es importante señalar que el heraldista Faustino Menéndez-Pidal de Navascués ya advirtió en 2011 que el escudo de este obispo es en todo similar al usado por el infante Enrique de Castilla el Senador, que fue hijo de Fernando III de Castilla, y por muchos de sus descendientes.
| Predecesor: Juan de Feijoo | Obispo de Lugo 1409 - 1417 | Sucesor: Fernando de Palacios |